# リニアポリエチレン
リニアポリエチレン（りにあぽりえちれん、Linear Low Density Polyethylene－L-LDPE）は、繰り返し単位のエチレンと若干量のα‐オレフィンを共重合させた、熱可塑性樹脂に属する合成樹脂。JIS K6899-1：2000においてリニアポリエチレンとは密度0.910～0.925の直鎖状ポリエチレンコポリマーと定義されており、別名直鎖状低密度ポリエチレンとも呼称される。

## 種類
L-LDPEのグレード設計は、密度や平均分子量のコントロールなどで行われる一方、α‐オレフィンの選択も重要な要素となる。
同じ直鎖構造を持つ高密度ポリエチレン(HDPE)コポリマーがエチレンモノマー1000に対し1～5の短い分岐(SCB)を持つのに対し、L-LDPEのSCB数は10～30程度であり、それに伴って密度は低下する。さらに、HDPEは共重合モノマーとして主に1-ブテンが用いられるのに対し、L-LDPEはより多様なα‐オレフィンを使用している。例として、
- 1-ブテン：CH2＝CH‐CH2‐CH3
- 1-ヘキセン：CH2＝CH‐CH2‐CH2‐CH2‐CH3
- 4-メチルペンテン-1：CH2＝CH‐CH2‐CH(‐CH3)‐CH3
- 1-オクテン：CH2＝CH‐CH2‐CH2‐CH2‐CH2‐CH2‐CH3

などがある。これらのR部が長い場合、密度は低くなる。
これらα‐オレフィンの選択は、SCB数と合いまってL-LDPEの物性にも様々な影響を与える。単純に密度が同じグレードでも、強度や加工適性、透明性や耐ストレスクラッキング性などが左右される場合があり、グレード選定には慎重さが求められる。

## 製法
各ポリエチレンは石油を元としたナフサを熱分解して得られるエチレンをラジカル重合して製造される。L-LDPEの場合はHDPEと同じ中圧法にて重合される。重合環境には、気相内と溶液相内がある。

### 気相重合法
UCC法とも呼ばれる。クロム系触媒単独またはチーグラー・ナッタ触媒を併用し、気相重合装置を用いて製造される。エチレンガスと触媒を重合槽内に噴射し、数十気圧の環境下で、気相流動床またはかくはん床で重合させる。粉末状のポリマーが得られる。

### 液相重合法
三井石油化学法、DuPont法、Dow法とも呼ばれる。飽和炭化水素を溶剤とし、メタロセン触媒を用いて比較的温度を上昇させた溶液内で重合する。その後、減圧環境下で溶剤や残留モノマーを分離回収して得られる。この重合法で製造されたL-LDPEは、m-L-LDPEとも呼称される。ただしこの製法では分子量分布が極めて狭くなるため、異なる分子量を生成する活性点を持つバイモーダル型メタロセン触媒を用いたり、従来のLDPEとブレンドするなどの方法により加工性の改良を施している。他に、懸濁重合であるフィリップス法がある。

## 特徴
- 比重0.910～0.925。
- 乳白色半透明。フィルム成形するとほぼ透明になるが、透明度や外観は低密度ポリエチレン(LDPE)より若干劣る。耐ピンホール性には優れる。
- 臭気が低く無毒性。
- 剛性や柔軟性はHDPEとLDPEの中間に位置する。
- 耐熱性も高いもので約125℃と、HDPEとLDPEの中間に当たる。なお、同一の比重ならば液相重合法で製造されたL-LDPEの方が耐熱性に優れる。
- 耐水・耐薬品性に優れ、耐油性や界面活性剤が起こすストレスクラッキング（環境応力亀裂）への耐性はHDPEやLDPEを上回る。
- 電気特性が良く、誘電性に優れる。
- 分子内の分極が少ないため、染料による着色が不能。また接着や印刷加工性に劣る。
- 耐候性は低い。
- 燃焼カロリーが高い。
- 加工性はHDPEやLDPEよりも劣る。
- 高圧法で製造されるLDPEよりも製造時のエネルギー消費が少なく、価格的に優位。

## 改質
コンパウンド
耐候性を高めるためには、紫外線劣化防止剤やカーボンブラック混練が施される。

## 用途

### 歴史
L-LDPEは1950年代にアメリカ合衆国のデュポンの科学者フランク・グレシャムが発明し、彼はラボアジェ賞(en)を獲得した。量産は1960年代から開始された。

### 使用例
L-LDPEの75%はフィルムとして使用されている。食品包装やショッピングバッグなどから、米・砂糖・塩袋やセメント袋など比較的重量があるものを入れる重袋にも適用される。
ポリエチレンの中では高い耐環境応力亀裂性を生かし、中空成形品では軟質の小型プラスチック瓶やマヨネーズ容器、洗剤や化粧品容器などに用いられる。この中空成形や回転成形法によって、近年ではクロスリンクポリエチレンとともにカヤックの材料としても利用されている。射出成形品では食器や玩具などにも多用される。